# Fondation Canada-Ukraine
Vous pouvez aider à l'améliorer ou bien discuter des problèmes sur sa page de discussion.
- Son texte doit être wikifié : il ne correspond pas à la mise en forme Wikipédia (style, typographie, liens internes, liens entre les wikis, etc.). (Marqué depuis mai 2023)
- Son ton est trop promotionnel ou publicitaire, voire hagiographique. Le texte doit adopter un ton neutre et encyclopédique. (Marqué depuis mai 2023)

La Fondation Canada-Ukraine (FCU) est une organisation de bienfaisance créée en 1995. La FCU coordonne, développe, organise et met en œuvre des projets d'aide créés par des Canadiens à l’attention de l’Ukraine ainsi que d'autres projets au Canada.

## Histoire

### 1994–2014
En juin 1994, le présidium national du Congrès des Ukrainiens-Canadiens (CUC) a adopté une résolution visant à créer la FCU et a mis en place un comité directeur pour mettre en œuvre cette résolution. La création de la FCU a été annoncée à l'occasion de la visite d'État du président Koutchma au Canada en octobre 1994.
Le travail du comité directeur s’est conclu par l'incorporation de la FCU par lettres patentes émises le 28 août 1995. La FCU a reçu le statut officiel d'organisme de bienfaisance de la part de l’Agence du revenu du Canada à compter du 28 août 1995.
Entre 2000 et 2007, la FCU a soutenu des petits projets tels que l'aide aux jeunes défavorisés, en particulier dans les orphelinats, et l'octroi d'allocations et de bourses d'études aux étudiants universitaires.
Grâce à un financement accru depuis 2008 (fonds collectés par le biais de dons, de cotisations et de subventions gouvernementales), la FCU a pu entreprendre des projets plus importants tels que le Centre de réhabilitation Dzherelo (pour enfants et jeunes ayant des besoins spéciaux), Covid Relief (programme d’aide face à la COVID) etc.
En 2010, lors du premier tour de l'élection présidentielle en Ukraine, la Fondation Canada-Ukraine et le Congrès des Ukrainiens Canadiens ont missionné 65 observateurs à court terme qui ont surveillé le processus électoral dans six régions ukrainiennes lors du premier tour du scrutin. Pour le second tour, la Fondation Canada-Ukraine a envoyé 50 autres observateurs dans six régions. Les observateurs canadiens ont suivi les élections dans 24 des 25 régions et dans les villes de Kyiv et de Sébastopol.

### 2014–2021

#### Projets clés
- Développement de la médecine rurale en Ukraine

Depuis 2014, la Fondation Canada-Ukraine aide l'Ukraine à répondre à divers besoins médicaux. En 2018, du 19 au 21 janvier, grâce au soutien de la FCU, des médecins ukrainiens ont participé à une conférence du à Banff, en Alberta, et ont pu observer le travail des hôpitaux et des services d'urgence locaux. La FCU a parrainé et coordonné l’exécution du projet, obtenant les visas canadiens, organisant le voyage et facilitant la visite.
- Mission dentaire

Dans le cadre du programme dentaire ukrainien de la FCU, 427 orphelins ont pu être examinés au cours de 448 rendez-vous dentaires, et bénéficier de la pose de 720 plombages et de nombreux autres traitements. 47 professionnels et bénévoles ukrainiens ont participé à ce programme,.
- Missions médicales à Kyiv

Deux missions à Kyiv en 2015 et 2016 se sont déroulées à la clinique de l'hôpital militaire central de Kyiv (CMHCK), subventionnées par le gouvernement du Canada à travers le Fonds pour la paix et la sécurité mondiales (FPSM). L'objectif principal de ces deux missions était de fournir des consultations et des reconstructions chirurgicales à des patients présentant des anomalies traumatiques complexes.
Première mission chirurgicale : 21 professionnels de la santé canadiens ont participé ; 90 patients souffrant de traumatismes de guerre ont été examinés en consultation ; 93 interventions chirurgicales ont été réalisées sur 38 patients. Deuxième mission chirurgicale : 21 professionnels de la santé canadiens ont participé ; 105 patients souffrant de traumatismes de guerre ont été examinés en consultation ; 61 interventions chirurgicales ont été réalisées sur 40 patients.
- Tournée nationale de sensibilisation à l'Holodomor ‘Mobile Classroom’

La 'classe mobile' de la tournée nationale de sensibilisation à l'Holodomor a été créée avec des visées éducatives afin d'informer les Canadiens au sujet de la famine provoquée par Joseph Staline en 1932-1933,,.
La Fondation Canada-Ukraine travaille en partenariat sur ce projet avec le Congrès des Ukrainiens-Canadiens, le Centre de recherche et de documentation ukrainien canadien et le Consortium de recherche et d'éducation sur l'Holodomor de l'Institut canadien des études ukrainiennes de l'Université de l'Alberta (HREC).
En mai 2022, le documentaire 'Hunger for Truth : The Rhea Clyman Story' a été présenté lors de l'événement de bienfaisance Hamilton Helps Ukraine. Le documentaire a été tourné dans le cadre de la tournée nationale de sensibilisation à l'Holodomor.
- Projet d'assistance prothétique en Ukraine

En 2015, des spécialistes ukrainiens des soins prothétiques de Kyiv, Dnipro, Odessa, Kharkiv, Khmelnytsky et Lviv ont été formés par des professionnels américains et canadiens bénévoles.
- Soutien psychologique aux vétérans ukrainiens

En juin 2018, le Congrès des Ukrainiens-Canadiens (CUC) et la Fondation Canada-Ukraine (FCU) ont annoncé les lauréats des subventions du Fonds des défenseurs de l'Ukraine. Au total, - 100 000 dollars ont été répartis sur quatre projets de réhabilitation à l’attention des soldats et vétérans ukrainiens blessés.
De 2014 à 2018, la FCU a mené 114 projets au Canada et en Ukraine. Au cours de ces cinq années, la FCU a recueilli plus de 9,6 millions de dollars canadiens (4,9 millions de dollars en provenance des gouvernements fédéraux et provinciaux).
En 2019, la FCU a signé un accord de trois ans avec le Sunnybrook Health Science Centre pour participer au Sunnybrook Ukraine Surgery Education Partnership à Lviv. Ce partenariat incluait des classes de maître pour les chirurgiens, un symposium et un stage d'observation à Toronto.
La FCU soutient un projet de déminage des terres agricoles dans l'est de l'Ukraine afin de les mettre à la disposition des citoyens locaux. La FCU a fait un don pour soutenir le projet 'Let's Clean Donbas Together' menée par l'Association ukrainienne des démineurs (UDA).

### 2022-2023. Invasion russe
Dès janvier 2022, la FCU et le Congrès des Ukrainiens-Canadiens (CUC) s’étaient préparés à l'invasion russe en constituant un conseil d'administration et mettant en place la plateforme de l'Appel humanitaire pour l'Ukraine. Conjointement, ils ont travaillé pour améliorer l'efficacité et la rentabilité de l'aide fournie par les Canadiens aux Ukrainiens touchés par la guerre. Depuis le 24 février 2022, l'Appel humanitaire pour l’Ukraine de la FCU a recueilli plus de 52 millions de dollars auprès de 72 000 donateurs,.

#### Projets clés
- Programme d'aide chirurgicale Canada-Ukraine (PACCU)

Depuis la révolution de Maïdan en 2014, le Docteur Antonyshyn fournit des soins médicaux en Ukraine. Depuis septembre 2022, le PACCU a pour base principale un hôpital de la ville polonaise de Czładz, où Oleh Antonyshyn a rassemblé une équipe de médecins bénévoles pour opérer des patients souffrant de graves blessures au visage. Sous la direction du Docteur Antonyshyn, la FCU a effectué neuf missions médicales. Le coût total de l'équipement médical livré par la mission du Canada à l'Ukraine depuis 2014 s'élève à plus de 2 millions de dollars,,,,,.
- Projets d'aménagement hivernal : 161 groupes électrogènes et 2 000 poêles pour l'Ukraine

En février 2023, 161 groupes électrogènes, dont l’achat a été financé par des dons de Canadiens, ont été livrés en Ukraine. La FCU a acheté 50 groupes électrogènes pour le ministère de l'énergie et 60 groupes électrogènes pour les hôpitaux ukrainiens. Depuis l'automne, la FCU mène une collaboration avec deux fabricants ukrainiens de poêles en fonte. Grâce à cette coopération, 2 000 poêles ont été commandés,.
- Nourriture

Depuis février 2022, 300 000 colis alimentaires ont été livrés dans le cadre de l'Appel humanitaire pour l’Ukraine, ce qui a permis de fournir de la nourriture à 850 000 personnes en Ukraine, en Moldavie et en Roumanie. La FCU, en coopération avec Global Medic, a distribué plus de 90 690 trousses en Moldavie et en a envoyé 650 de l'autre côté de la frontière, en Ukraine.
- Médicaments

53 tonnes de médicaments ont été envoyées à plus de 790 000 patients. De novembre 2022 à février 2023, la FCU a participé à un projet humanitaire visant à mettre en place un système national de gestion médicale des catastrophes et a fait don de nouvelles ambulances Toyota Land Cruiser J78,,.
En mars 2022, la Monnaie royale canadienne a fait don de toutes les recettes de la vente de quatre pièces de collection à l'Appel humanitaire pour l'Ukraine, une initiative mise en œuvre conjointement par la FCU et le CUC,,.
En août 2022, la FCU s'est associée à la Première dame d'Ukraine Olena Zelenska et à la société de logistique Meest pour livrer plus de 30 000 kilogrammes de nourriture humanitaire aux territoires libérés.
En janvier 2023, l'équipe nationale ukrainienne de hockey étudiante a fait don d'une partie des recettes de la tournée Hockey Can't Stop à des organisations de bienfaisance, dont la Fondation Canada-Ukraine,,.
En mars 2023, la FCU et l'Appel humanitaire pour l’Ukraine, avec l'aide de Global Medic, ont livré des équipements de protection récents et avancés destinés à l’usage des casernes de pompiers de quatre régions de l'Ukraine,.